# Pietro de Fossis
Pietro De Fossis (... – Venezia, 1527) è stato un compositore e direttore di coro fiammingo.

## Biografia
Da alcuni ritenuto di origine fiamminga, fu attivo a Venezia a partire dalla seconda metà del XV secolo. Il 19 settembre 1485, fu assunto come cantore nella Cappella Marciana, quindi eletto maestro di cappella il 31 agosto 1491. A lui fu affidata, dal Senato Veneto, a partire dal 1503, anche la preparazione della "Schola puerorum". Morì nel 1527, passando l'incarico al cantore, anch'egli fiammingo, Adrian Willaert.
Della sua produzione musicale non rimane pressoché nulla.